# Дончо Каракачанов
Дончо Кънев Каракачанов е български политик от БЗНС (казионен) в периода 1978 – 1991 и от БЗНС „Александър Стамболийски“ в периода 1993 – 1997 г. Той е народен представител в IX народно събрание, VII велико народно събрание и XXXVII народно събрание. Баща е на политика от ВМРО-БНД Красимир Каракачанов.

## Биография
Роден е на 11 февруари 1937 г. в село Стоевци, Габровско. Завършва висше икономическо образование. През 1978 г. започва работа в Постоянното присъствие на БЗНС (казионен) като инструктор, а от 1979 г. е завеждащ сектор в отдел „Политическа просвета“ на ПП на БЗНС (казионен). През 1980 – 1986 г. е заместник завеждащ отдел „Политическа просвета“ и в това му качество е съветник по идеологоческите въпроси на организационният и идеологически секретар на Постоянното присъствие на БЗНС Алекси Иванов( който от 1986г е и заместник-председател на Министерския съвет и министър на земеделието и горите на НРБ), с когото Дончо Каракачанов е в близки приятелски отношения. През 1986 – 1987 г. Дончо Каракачанов е Председател на Окръжното ръководство на БЗНС в гр. Русе, от 1987 до 1990 г. Председател на Областното ръководство на БЗНС в гр. Разград. Член е на Управителния съвет на БЗНС (казионен) през 1981 – 1991 г. През 1986 – 1990 г. е народен представител в XXXV народно събрание, а през 1990 – 1991 г. е Народен представител в VII велико народно събрание и през 1994 – 1997 г. е Народен представител в XXXVII народно събрание. През 1993 – 1997 г. е заместник-председател на БЗНС „Александър Стамболийски“. Член на Комисията за защита на конкуренцията през 1993 – 1997 г.
Каракачанов е информатор, а впоследствие и агент на ДС (1972 – 1989 г.).